# Жидкинский район
Жидкинский район — упразднённая административно-территориальная единица в составе Дальневосточного и Восточно-Сибирского краёв, существовавшая в 1926—1935 годах. Административный центр — село Казаковский Промысел. По данным 1931 года район включал 40 сельсоветов и 64 сельских населённых пункта.

## История
Жидкинский район был образован в 1926 году в составе Сретенского округа Дальневосточного края. Территорию района составили бывшие Ново-Троицкая и Ундинская волости Нерчинского уезда Забайкальской губернии.
В июне 1930 года в сёлах Жидкинского района произошло восстание крестьян против советской власти. 
В 1930 году окружная система была упразднена, одновременно Жидкинский район был передан из Дальневосточного края в Восточно-Сибирский.
11 февраля 1935 года Жидкинский район был упразднён, а его территория разделена между Балейским и Шахтаминским районами.